# Zotalemimon puncticollis
Zotalemimon puncticollis es una especie de escarabajo longicornio del género Zotalemimon, tribu Desmiphorini, subfamilia Lamiinae. Fue descrita científicamente por Breuning en 1949.
La especie se mantiene activa durante los meses de septiembre y octubre.

## Descripción
Mide 8,5 milímetros de longitud.

## Distribución
Se distribuye por India.